# Dumitrița Turner
Pour les articles homonymes, voir Turner.
Dumitrița Turner, née le 12 février 1964 à Onești, est une gymnaste artistique roumaine.

## Palmarès

### Jeux olympiques
- Moscou 1980
  -  médaille d'argent au concours par équipes

### Championnats du monde
- Fort Worth 1979
  -  médaille d'or au concours par équipes
  -  médaille d'or au saut de cheval